# Phuntsholing
Puntsholing (var. Phuentsholing)  este un oraș  în  partea de sud a Bhutanului, în districtul Chukha, vis-a-vis de orașul indian Jaigaon. În 2005 avea o populație de 20.537 locuitori.

## Vezi și

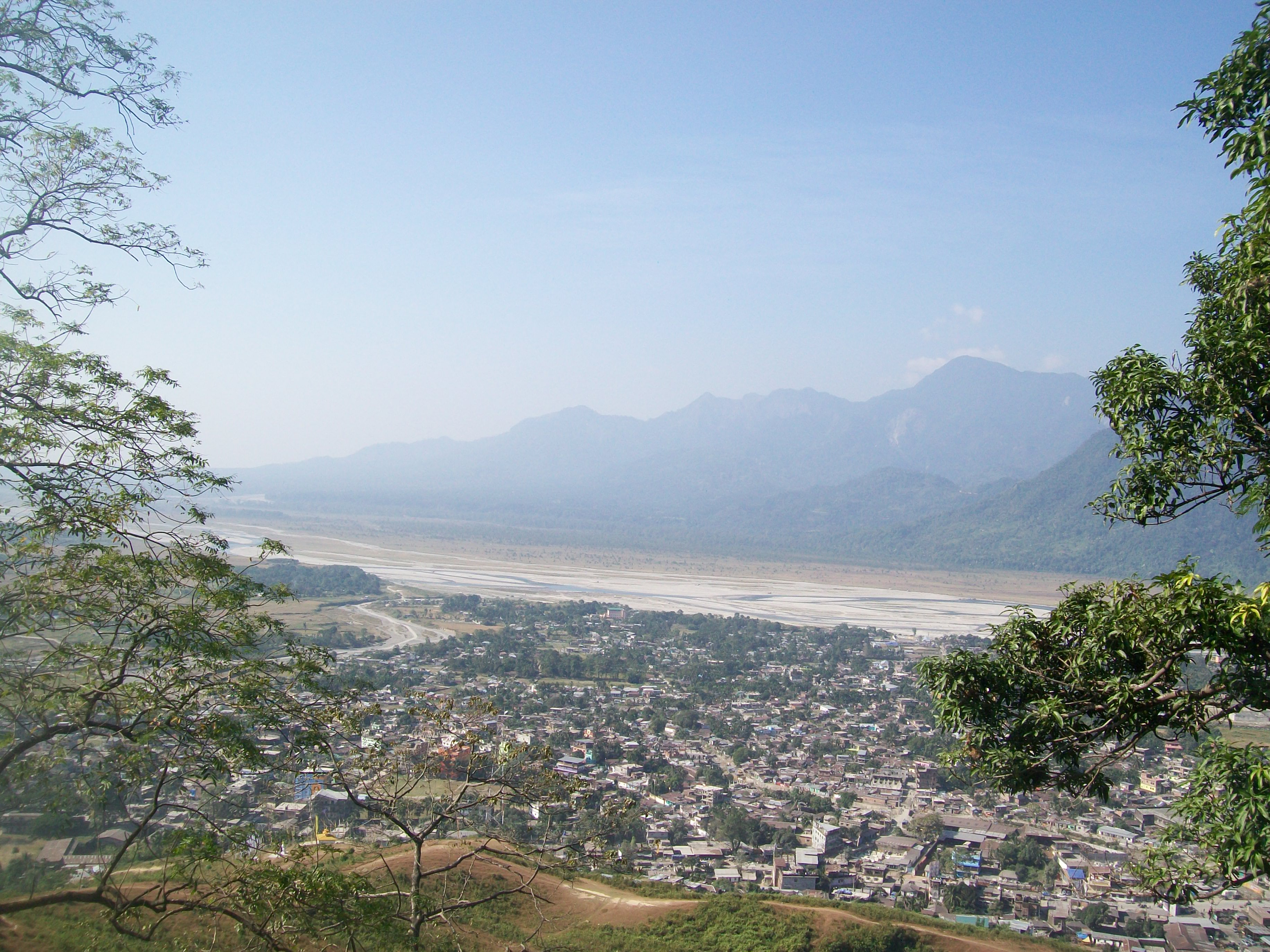
Phuntsholing